# Autoroute A25 (France)
Pour les articles homonymes, voir A25.
L'autoroute A25 est une autoroute française du département du Nord, qui relie Lille à Socx. Elle est prolongée par la RN 225 jusqu'à Dunkerque, tronçon qui devrait être intégré à l'A25. Elle est appelée E42 au niveau européen et elle dépend de la Direction interdépartementale des Routes Nord. Comme il n'existe pas de route nationale suivant un tracé similaire et continu, cette autoroute est gratuite et directement gérée par l'État.
L'autoroute constitue le périphérique sud et ouest de Lille dans ses premiers kilomètres, puis traverse la Flandre française en desservant ses principales villes : Armentières, Bailleul et Hazebrouck.
Chaque jour aux heures de pointe, elle est le théâtre d'importants embouteillages et de fréquents accrochages sur 25 km entre Bailleul et Lille. Depuis 2016, une section à vitesse régulée est mise en place sur cette portion pour contrer ce phénomène.

## Historique
L'autoroute est construite de 1961 à 1963 en continuité avec l'autoroute A1 qui se limitait à cette date au parcours de Lille à Roye et n'atteindra Paris qu'en 1967.
Sa réalisation amena le déplacement d'une centaine de mètres du château de Landas à Loos situé sur son parcours. 

### Réfection de l'autoroute
Avant 2011, elle était connue pour sa vétusté et la piètre qualité de sa chaussée en dehors de l'agglomération lilloise. Des travaux étaient régulièrement entrepris pour améliorer le revêtement ou le changer sur certaines portions. Mais l'importance du trafic et l'immensité de la tâche de rénovation obligeaient la DIR à travailler par morceaux depuis 2004. L'état déplorable de cette chaussée était parfois la cause d'accrochage.
Grâce à sa rénovation totale de 2008 à 2010 entre Nieppe et Bergues (enlèvement des dalles de béton constituant la chaussée, élargissement de la chaussée et bande d'arrêt d'urgence, construction du terre-plein central en béton), l'autoroute est revenue aux normes actuelles et l'effet « tôle ondulée » a été supprimé.

### Futur de l'autoroute
Un projet de mise en 2 × 3 voies de l'A25 est à l'étude (dans un premier temps, entre Englos et Nieppe, voire Bailleul - le tronçon Lille-Englos est déjà à 2 × 3 voies). Le tissu urbain  existant rend impossible l'élargissement du tronçon Englos-Bailleul à 2 × 3 voies. Après Bailleul, le trafic est plus fluide, permettant de la laisser à 2 × 2 voies.
La RN 225 entre Socx et Dunkerque est destinée à être mise aux normes autoroutières (ce qui est déjà presque le cas) et à intégrer l'A25.

## Parcours
Section non-concédée gérée par la DIR Nord et gratuite.
- Échangeur entre A1, RN 356 et A25 : 

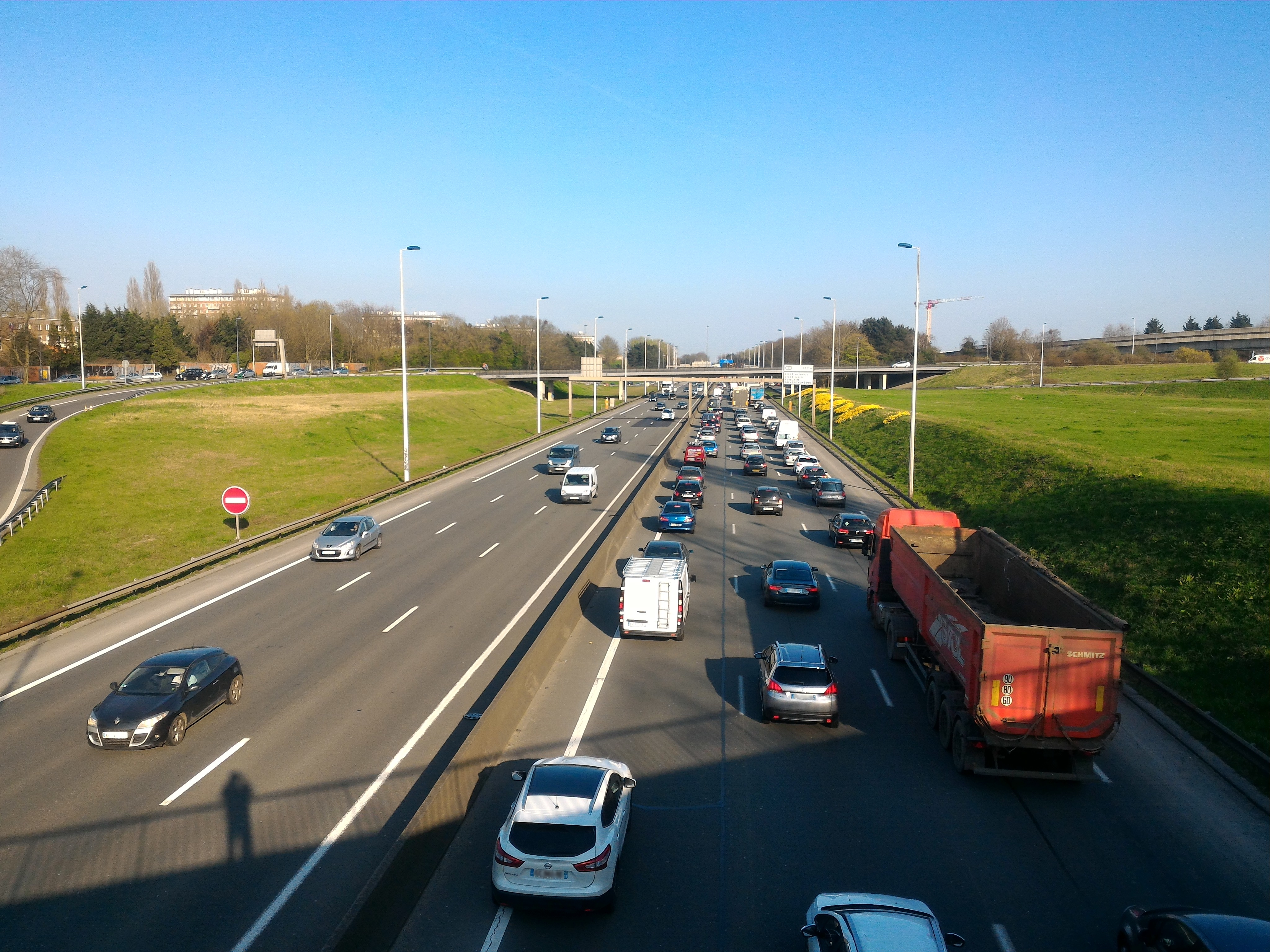
L'A25 au sud-ouest de Lille, à hauteur de la sortie no 4, vue vers l'est.

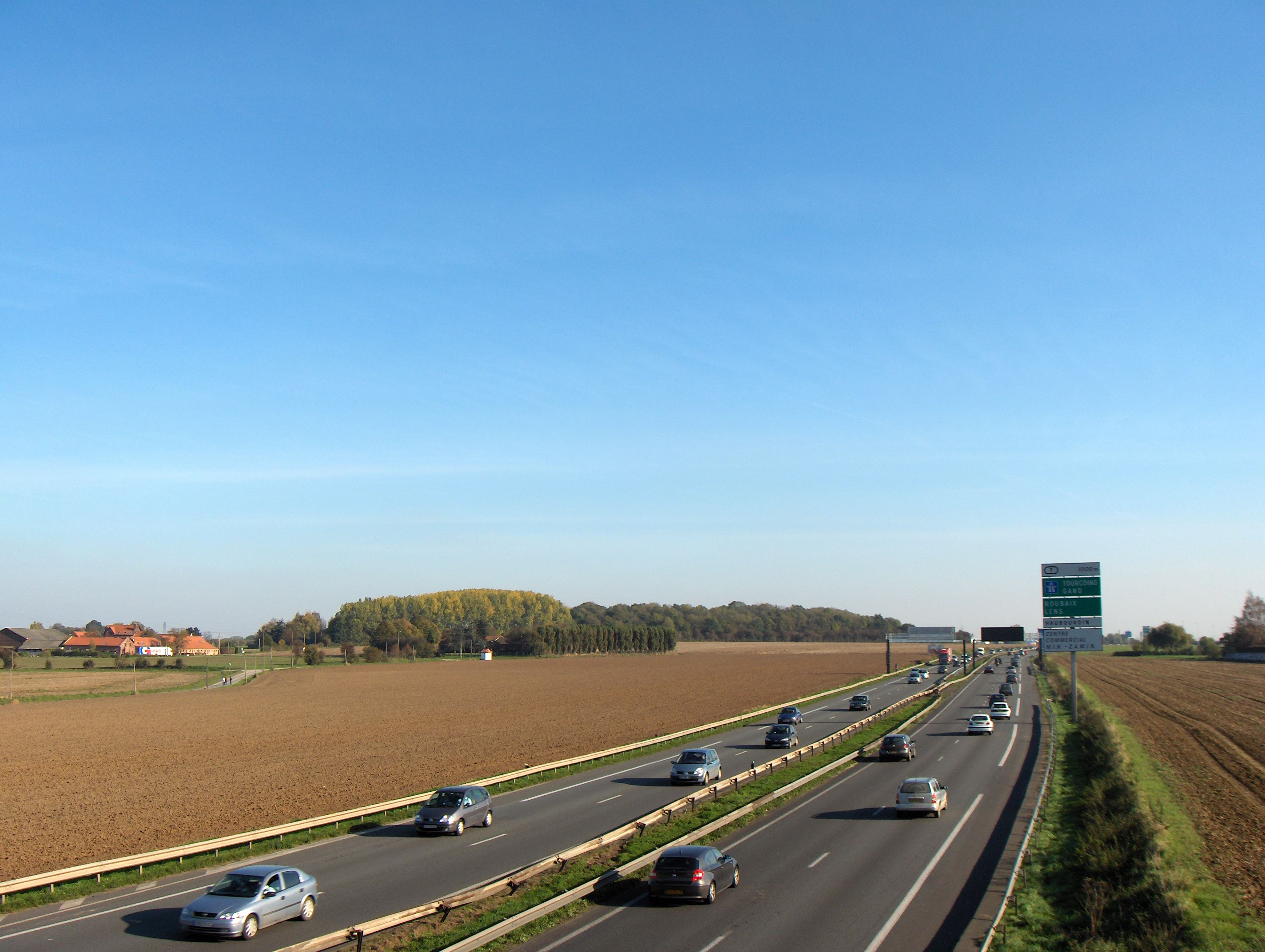
L'A25 à Ennetières-en-Weppes, près de la sortie no 7, vue vers le sud.

  - RN 356 : Gand, Tourcoing (A22), Roubaix, Lille - centre +  1 Hellemmes-Lille : Lille - Moulins
  - A1 : Paris, Valenciennes (A23), Bruxelles (A27), Villeneuve-d'Ascq,  Aéroport de Lille - Lesquin, A22
- Début de l’autoroute A25
  -  Réduction 2 × 4 voies
- 2 Lille - Moulins à 0,5 km : Lille - sud, Faches-Thumesnil (demi-échangeur de et vers Dunkerque)
  -  Réduction à 2 × 3 voies
- 3 Lille - Wazemmes à 2 km : Lille - Moulins, sud, Ronchin, Faches-Thumesnil, Wattignies (demi-échangeur, de et vers A1)
- 4 Lille - Faubourg de Béthune à 2,5 km : Lille, Loos,  C.H.R.U Eurasanté
- 5 Lille - Port Fluvial à 3,5 km : Lille - Vauban, Lambersart
  - Pont sur la Deûle
- 7 échangeur d'Englos à 7 km :
  -  7a Englos (RM 652) : Englos, Lomme, Roubaix, Tourcoing, Gand, centres commerciaux d'Englos-les-Géants
  -  7b La Bassée (RN 41) : Haubourdin, Santes, La Bassée, Béthune, Lens
  -  Réduction à 2 × 2 voies
- 8 La Chapelle-d'Armentières à 14 km : Armentières, La Chapelle-d'Armentières
  - Pont sur la Lys
- 9 Nieppe à 19 km : Armentières, Nieppe, Merville, Estaires
  -  Aire de repos de Steenwerck (dans les deux sens)
- 10 Bailleul - est à 27 km : Bailleul - Z. I, Estaires
- 11 Bailleul - ouest (RD 642) à 31 km : Bailleul, Hazebrouck, Saint-Omer et Boulogne-sur-Mer (demi-échangeur ; de et vers Lille)
- 12 Méteren (RD 933) à 32 km : Méteren, Bailleul, Cassel
- 13 Steenvoorde à 42 km : Steenvoorde, Cassel, Poperinge, Hazebrouck, Béthune, Courtrai, Ypres
  -  Aires de service de Saint-Eloi (sens Dunkerque-Lille),  de Saint-Laurent (sens Lille-Dunkerque)
- 14 Winnezeele (RD 947) à 46 km : Bray-Dunes, Hondschoote (demi-échangeur ; de et vers Lille)
- 15 Herzeele à 53 km : Herzeele, Wormhout
- 16 Socx (RD 916) à 62 km : Bergues, Wormhout, Cassel, Socx
  -  A25 devient RN 225
- 17 Bierne à 64 km : Bierne, Steene
- 18 Cappelle-la-Grande à 69 km : Cappelle-la-Grande, Armbouts-Cappel - Village
- 19a Armbouts-Cappel à 71 km : Armbouts-Cappel - Lac
- 19b Spycker à 71 km : Spycker, Armbouts-Cappel
- 20 Petite-Synthe à 72 km : Grande-Synthe, Dunkerque, Port 3800-4000
- Échangeur entre RN 225 et A16 : Calais, Dunkerque - centre, Malo, Ostende, Tunnel sous la Manche, Coudekerque-Branche
  - RN 225 devient RD 625 : Dunkerque - Petite-Synthe, Dunkerque - Saint-Pol-sur-Mer, Grande-Synthe,